# Прем'єр-міністр Лівії
Прем'єр-міністр Лівії — голова  уряду держави Лівія.
Посаду запроваджено із проголошенням незалежності Лівії 24 грудня 1951 р. З 1951 до 1969 р. прем'єр-міністр Лівії підпорядковувався королю Лівії і призначався ним. В період правління Муамара Каддафі Лівія була республікою та був прийнятий новий основний закон, за яким вищим органом влади в країні проголшувався Генеральний Народний Конгрес. 
Голова Виконавчого комітету ГНК був головою уряду Лівії. Після повалення режиму Каддафі повстанці утворили Національну Перехідну Раду, голова виконкому якої і став прем'єр-міністром Лівії.

## Перелік

### Об'єднане Лівійське королівство
- Магмуд аль-Мунтасір — 24.12.1951 — 19.2.1954
- Мугаммед Сакізлі — 19.2 — 12.4.1954
- Мустафа бен Галім — 12.4.1954 — 26.5.1957
- Абдул Маджід Кубар — 26.5.1957 — 17.10.1960
- Мугаммед Осман Саїд — 17.10.1960 — 19.3.1963
- Могіддін Фікіні — 19.3.1963 — 20.1.1964
- Магмуд аль-Мунтасір — 20.1.1964 — 20.3.1965 (вдруге)
- Гуссейн Мазік — 20.3.1965 — 2.7.1967
- Абдул Кадір аль-Бадрі — 2.7 — 25.10.1967
- Абдул Гамід аль-Баккуш — 25.10.1967 — 4.9.1968
- Ваніс аль-Каддафі — 4.9.1968 — 31.8.1969

### Лівійська Арабська Республіка
- Магмуд Сулейман аль-Магрібі — 8.9.1969 — 16.1.1970
- Муаммар Каддафі — 16.1.1970 — 16.7.1972
- Абдул Салам Джаллуд — 16.7.1972 — 2.3.1977

### Джамахірія
- Абдул Аті аль-Обейді — 2.3.1977 — 2.3.1979
- Джажалла Аззуз ат-Тальгі — 2.3.1979 — 23.2.1984
- Мугаммед аз-Зарук Раджаб — 23.2.1984 — 2.3.1986
- Джадалла Аззуз ат-Тальгі — 2.3.1986 — 2.3.1987 (вдруге)
- Мустафа аль-Мунтасір — 2.3.1987 — 7.10.1990
- Абузед Омар Дорда — 7.10.1990 — 29.1.1994
- Абдул Маджід аль-Ка'уд — 29.1.1994 — 29.12.1997
- Мугаммед Агмад аль-Мангуш — 29.12.1997 — 1.3.2000
- Мубарак Абдалла аль-Шалік — 1.3.2000 — 13.6.2003
- Шукрі Мугаммед Ганем — 13.6.2003 — 5.3.2006
- Багдаді Махмуді — 5.3.2006 — 23.8.2011

### З 2011 року
- Махмуд Джабріль — 23.3 — 23.10.2011
- Алі аль-Таргуті — 23.10 — 24.11.2011 (в.о.)
- Абдель Рахім аль-Кіб — 24.11.2011 — 14.11.2012
- Алі Зейдан — 14.11.2012 — 11.3.2014
- Абдул аль-Тані — 11.3 — 8.4.2014 (в.о., міжнародно визнаний до 30.3.2016)
- Агмад Матік — 4.5 — 9.6.2014 (опозиційний)
- Омар аль-Гассі — 6.9.2014 — 31.3.2015 (в м. Триполі, опозиційний)
- Халіфа аль-Гваїль — 1.4.2015 — 30.3.2016 (в м. Триполі, опозиційний)
- Фаїз аль-Сарадж — 30.3.2016 — 5.2.2021
- Абд-аль-Хамид ад-Дубайба - 5.2.2021 -